# 大红门街道
大红门街道是中国北京市丰台区下辖的一个街道，地名源于南苑正门大红门。

## 沿革
1957年设大红门乡，1958年改大红门街道，同年并入南苑公社，1960年析建大红门城市公社，1966年改街道。
20世纪80年代，随着北京各大市场开放外埠商人“包柜台”经营，进京创业的浙江省个体商人（大多来自温州、台州）租住在大红门，开办家庭服装作坊，由此形成“浙江村”，这些浙商于20世纪90年代开办多家服装市场。2009年11月，随着北京市《促进城市南部地区加快发展行动计划》的启动，大红门的服装产业逐渐南迁至河北省永清县。
2021年5月，原属大红门街道的石榴园北里第一社区、石榴园北里第二社区、石榴园南里第一社区、石榴园南里第二社区、石榴庄东街社区、彩虹城社区、世华水岸社区、石榴庄东街第二社区、顶秀欣园社区被划至新设立的石榴庄街道；西马场北里社区、怡然家园社区、金润家园社区、西马小区社区被划至西罗园街道。同时，原属南苑乡的果园村、东罗园村、时村划归大红门街道。

## 行政区划
大红门街道共辖28个社区，分别是：
西罗园南里社区、西罗园南里果园社区、西罗园南里华远社区、海户屯社区、木樨园南里社区、东罗园社区、南顶村社区、南顶路社区、康泽园社区、时村社区、大红门东街社区、苗圃东里社区、苗圃西里社区、西马场南里社区、建欣苑社区、远洋自然社区、光彩路社区、彩虹城第二社区、建欣苑东区社区、东罗园村和时村。